# Michał Żurawski (hydrolog)
Michał Żurawski (ur. 1927 w Poznaniu, zm. 5 listopada 1985 tamże) – polski hydrolog, prof. dr hab., kierownik Zakładu Hydrologii i Gospodarki Wodnej UAM.

## Życiorys
Ukończył Liceum im. Karola Marcinkowskiego. Studiował na Uniwersytecie Poznańskim – Wydział Matematyczno-Fizyczny w sekcji Geografii.
Pracował w Wojewódzkiej Komisji Planowania Gospodarczego, Przedsiębiorstwie Geologicznym Gospodarki Komunalnej (1952-1958), na Uniwersytecie im. Adama Mickiewicza (od 1958). W 1966 został doktorem, habilitował się w 1968.
W 1980 działał w zakresie opracowania mapy hydrograficznej Polski. Był zastępcą przewodniczącego Komisji Hydrologicznej Polskiego Towarzystwa Geograficznego.
Pochowany na cmentarzu Górczyńskim w Poznaniu (kwatera IIP-15-13).

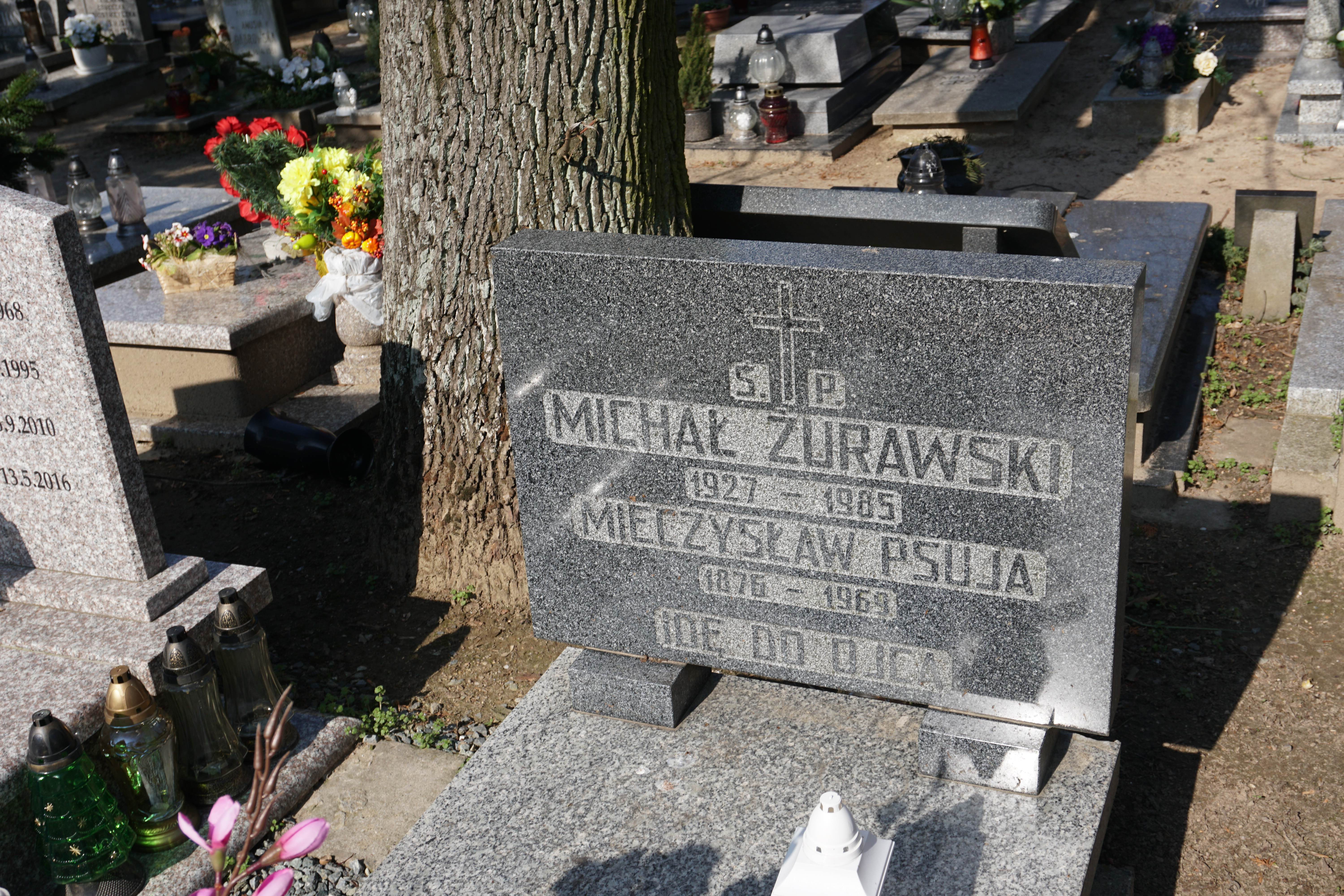
Grób prof. Michała Żurawskiego na cmentarzu Górczyńskim